# Kiva

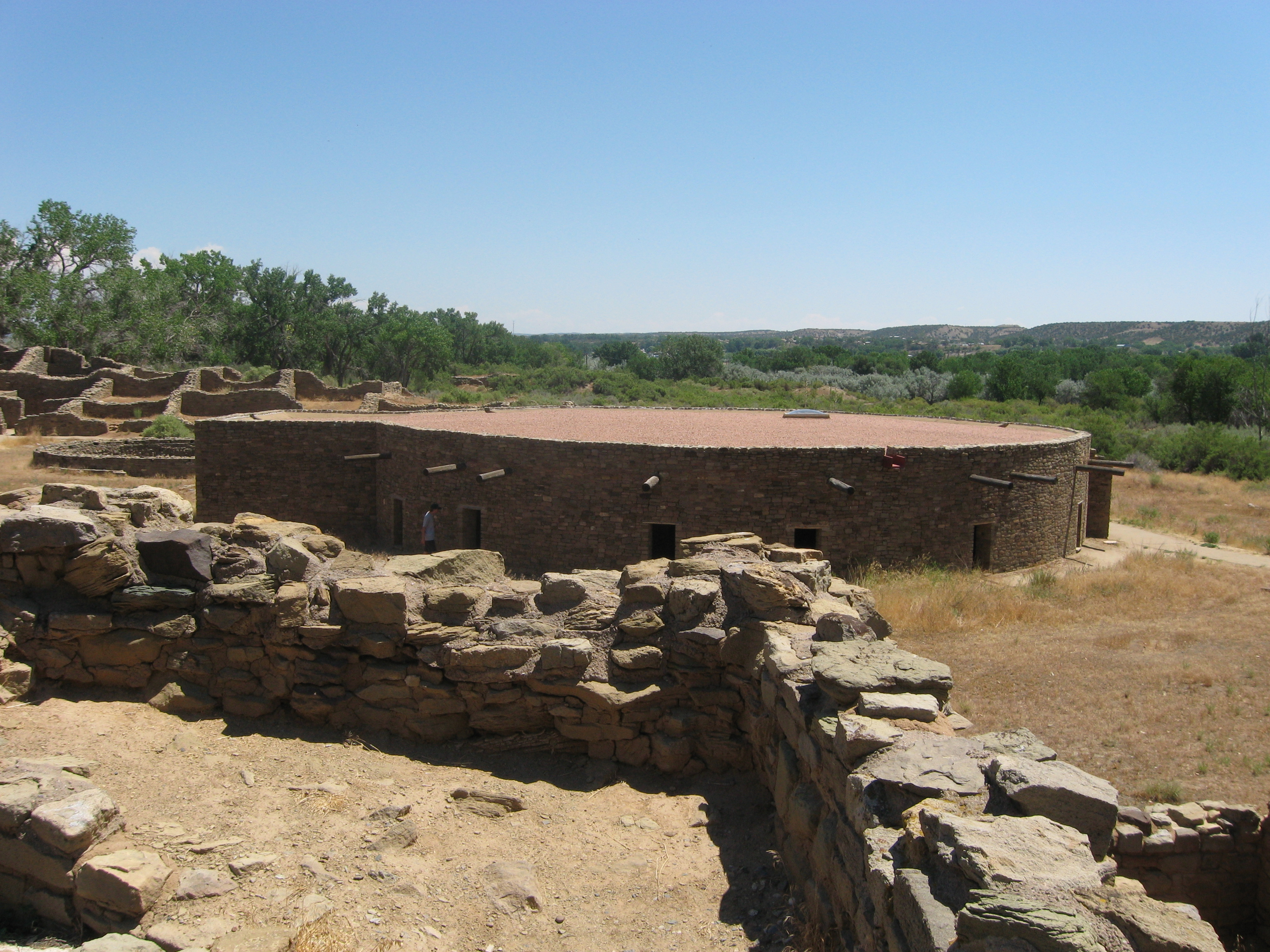
Kiva del Aztec Ruins National Monument (Nuovo Messico)

Ricostruzione dell'interno di un Kiva a Mesa Verde

Il termine Kiva deriva dalla lingua hopi e sta ad indicare dei locali utilizzati dai Pueblo per le loro funzioni religiose o assemblee. Questi locali sono tipicamente a pianta circolare, sotterranei o semi-sotterranei e vi si accede con una apertura sul tetto e delle scale a pioli.
La forma circolare, in contrasto con le forme quadrate o rettangolari tipiche dell'architettura delle abitazioni pueblo, sta probabilmente ad indicare la sacralità del luogo, oppure può essere messa in relazione con le pit-house, le case semiinterrate a forma circolare dei Popoli ancestrali (Anasazi) da cui si suppone discendano i Pueblo.
Nel pavimento del Kiva veniva realizzato un piccolo foro (detto sípapu in lingua Hopi) che stava ad indicare il luogo simbolico di origine della tribù.
Le pareti interne erano rivestite in adobe ed in alcuni casi intonacate.
Sebbene lo scopo più importante dei Kiva fosse quello di ospitare i riti religiosi, talvolta potevano essere utilizzati anche per le riunioni politiche e gli incontri informali degli uomini del villaggio. Le donne solitamente non accedevano ai Kiva e celebravano i loro rituali in altre sedi.
Sulle pareti interne dei Kiva potevano essere dipinte immagini che raffiguravano figure sacre o scene di vita quotidiana della tribù. Lo stile di queste pitture tende ad essere geometrico, con maggiore utilizzo di linee rette piuttosto che le linee curve e con l'intera opera disposta in uno schema lineare, tutto intorno alle mura. Le pitture murali sono dipinti sull'intonaco con colori caldi i cui pigmenti venivano ricavati dai ricchi giacimenti minerari della zona. In alcuni casi sono stati ritrovati più livelli di dipinti con strati di intonaco sovrapporti. Nel secolo scorso una serie di murales Kiva sono stati portati alla luce e restaurati. Fra questi quelli di Kuaua pueblo presso il Coronado State Monument, quelli di Awatovi conservati al Peabody Museum of Archaeology and Ethnology della Università Harvard e quelli dei 17 Kiva di Pottery Mound.